# Denice
Denice és un municipi situat al territori de la província d'Alessandria, a la regió del Piemont, (Itàlia).
Limita amb els municipis de Mombaldone, Monastero Bormida, Montechiaro d'Acqui, Ponti i Roccaverano.
Pertany al municipi les frazioni de Bonini, Buri, Chiazze, Cribattola, Formiera, Gorghi, Marza, Piani Superiori, Poggio, Ratè i Valbella.